# Susan Chilcott
Susan Chilcott (* 8. Juli 1963 in Timsbury (Somerset); † 4. September 2003 ebenda) war eine britische Sopranistin. Sie feierte in vielen der wichtigsten Opernhäuser Erfolge und war besonders bekannt für ihre Interpretation von Britten- und Janáček-Rollen. Sie galt als eine der besten Sopranistinnen ihrer Zeit.

## Frühe Jahre
Susan Chilcott wuchs bei Adoptiveltern in Timsbury (Bath and North East Somerset, Somerset) bei Bath in England auf. Im Alter von 12 Jahren fiel Mollie Petrie, einer Gesangslehrerin, ihr Talent auf, und sie unterrichtete sie während ihrer gesamten Karriere und war auch als ihre Beraterin tätig. 1982 begann Chilcott an der Guildhall School of Music and Drama zu studieren.

## Laufbahn
Ihr Operndebüt gab sie 1991 als Erste Dame in Mozarts Zauberflöte in Oviedo. Im gleichen Jahr sang sie auch an der Scottish Opera. Die Aufführung, die als ihr Durchbruch bezeichnet wurde und ein breiteres Publikum auf sie aufmerksam machte, war 1994 ihre Interpretation von Ellen Orford in Benjamin Brittens Peter Grimes in La Monnaie in Belgien. In den folgenden Jahren feierte sie große Erfolge in Europa in Rollen von Verdi, Boesmans, Dvořák, Britten und Janáček. Ihre Aufführung 1999 in Janáčeks Káťa Kabanová wurde von vielen Kritikern als eine ihrer besten angesehen.
Einen weiteren sehr erfolgreichen Auftritt hatte sie 2001 in Glyndebourne als Desdemona in Peter Halls Produktion von Verdis Otello. 2002 sang sie neben Plácido Domingo in Tschaikowskis Pique Dame im Covent Garden. Im gleichen Jahr debütierte sie an der Metropolitan Opera als Helena in Brittens Ein Sommernachtstraum und sang die Rolle fünf Mal. Ihre letzte volle Opernrolle war 2003 als Jenůfa für die Welsh National Opera, wofür ihr 2003 postum der Singer Award der Royal Philharmonic Society verliehen wurde. Neben ihrer Opernarbeit gab sie auch Konzerte, oft mit dem Pianisten Iain Burnside, einem engen Freund, und gab mit ihm und der Schauspielerin Fiona Shaw Poesiekonzerte im intimen Rahmen.

## Krankheit und Tod
2001 wurde bei Chilcott Brustkrebs diagnostiziert, sie erholte sich jedoch genügend, um auf die Bühne zurückkehren zu können. 2003 erlitt sie aber einen Rückschlag und starb am 4. September 2003 im Alter von 40 Jahren zu Hause in Timsbury.

## Familie
Als Erwachsene hatte Susan Chilcott eine Beziehung, aus der ihr einziger Sohn Hugh hervorging. Sie heiratete später ihren Agenten David Sigall. Danach hatte sie eine Beziehung mit dem BBC-Präsentator Jonathan Dimbleby, was zu dessen Scheidung von der Journalistin Bel Mooney führte. Dimbleby lebte die letzten vier Monate ihres Lebens mit Susan Chilcott zusammen und pflegte sie.

## Stipendium
Nach ihrem Tod wurde das Susan-Chilcott-Stipendium gegründet, das angehenden Sängern bei ihrer Karriere helfen soll. Sein Schirmherr ist Plácido Domingo, Präsident ist Jonathan Dimbleby, und Treuhänder sind Josephine Barstow, Iain Burnside (Vorsitzender), Pamela Bullock, Neal Davies, Simon Freakley, John Gilhooly und Ian Rosenblatt. Der Chilcott Award wird alle zwei Jahre vergeben und von der Royal Philharmonic Society verwaltet.